# South Bents
South Bents är en by i unparished area Sunderland, i distriktet Sunderland, i grevskapet Tyne and Wear, i England. Byn är belägen 16 km från Newcastle upon Tyne. Byn hade 1 114 invånare år 2021.